# Wał Hadriana

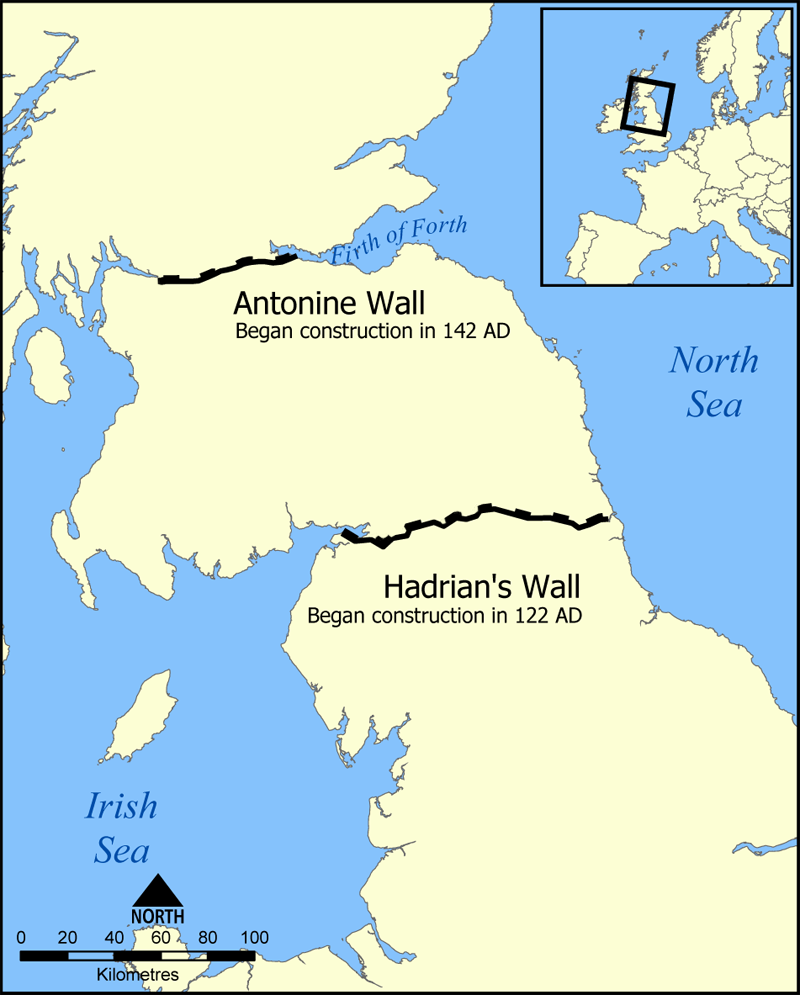
Mapa lokalizacji wału Antonina i wału Hadriana

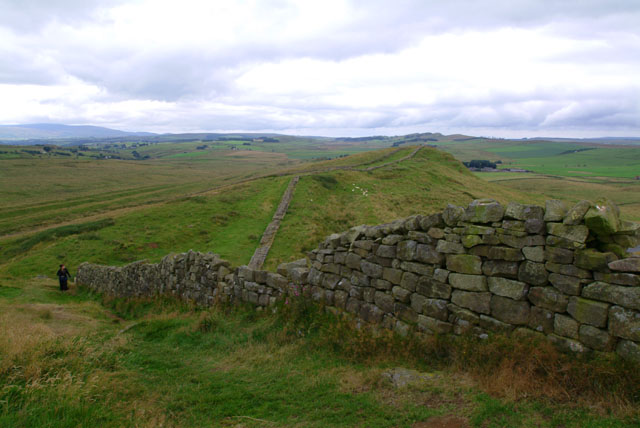
Fragment części kamiennej

Wał Hadriana, inaczej mur Hadriana (łac. Vallum Hadriani, Vallum Aelium, ang. Hadrian's Wall, Roman Wall, the Wall) – rzymski wał obronny w północnej Brytanii, wybudowany w latach 121-129 n.e. na odcinku od wsi Bowness nad zatoką Solway Firth do twierdzy Segedunum w Wallsend nad rzeką Tyne, w czasach cesarza Hadriana. Pomyślany jako zapora przed wojowniczymi plemionami Piktów z Kaledonii, nigdy nie spełnił pokładanych w nim nadziei. Pozostałości wału Hadriana można oglądać m.in. w pobliżu Segedunum, w Housesteads i Great Chesters, są one chronione jako dziedzictwo narodowe. Mur Hadriana wraz z murem Antonina są wpisane na listę UNESCO.
Historia wału Hadriana jest ważnym elementem historii Anglii i Szkocji. Była przedmiotem badań prowadzonych przez brytyjskich historyków i archeologów, m.in. przez J.C. Bruce'a i J.N.L. Myresa, współautorów klasycznej pracy The Handbook to the Roman Wall, Roman Britain and the English Settlements, 1936). Badania historii Brytanii w okresie rzymskim prowadził również R.G. Collingwood (Roman Britain, ISBN 0-8196-1160-3ISBN 978-0-8196-1160-4), który dążył do integracji historii i filozofii (zob. Benedetto Croce i historyzm) uważając, że zadaniem historyka powinno być nie tylko odkrycie czy rekonstrukcja samego wydarzenia, ale znalezienie stojącej za nim myśli czy idei (odwoływanie się do wyobraźni pozwalające m.in. lepiej zrozumieć cel budowy wału Hadriana). 

## Opis

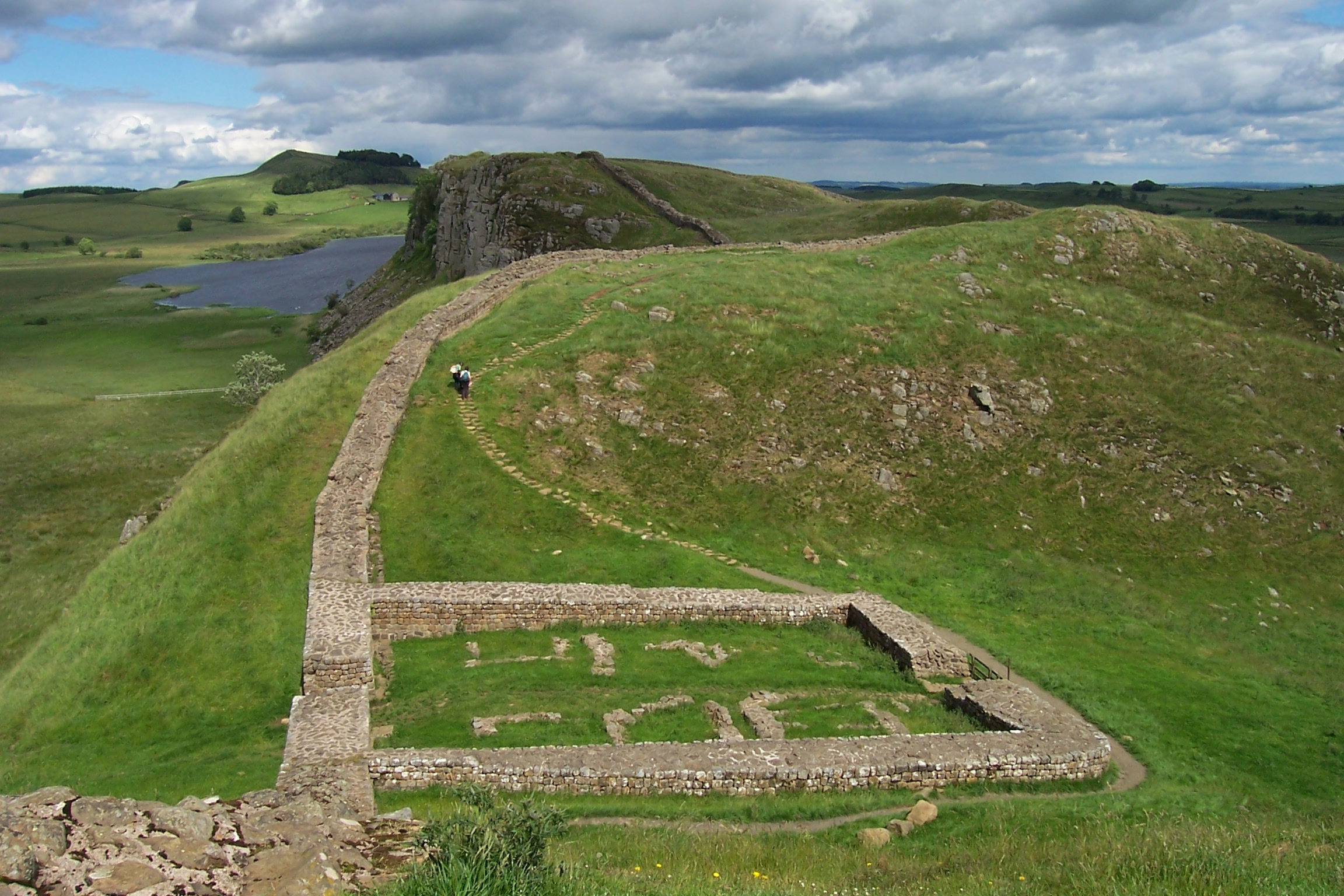
Widok na wał Hadriana (Milecastle 39)

Długość wału wynosiła 117 km, szerokość 3 m, a wysokość od 5 do 6 m. W części wschodniej był wzniesiony z kamienia, a w zachodniej z darni. Zbudowany został przez stacjonujących na terenie Brytanii żołnierzy trzech legionów rzymskich, którzy byli wspomagani przez oddziały pomocnicze. W założeniu konstrukcja miała jedynie utrudniać przemieszczanie się między południową i północną częścią wyspy. W tym celu co 500 metrów rozmieszczono wieże strażnicze i co 1,5 kilometra niewielkie forty.
Na swym znaczeniu stracił oraz zaczął popadać w ruinę, gdy następca Hadriana Antoninus Pius wybudował na północ od niego nowe fortyfikacje, zwane wałem Antonina. W późniejszym czasie Rzymianie wyparci z wału Antonina powrócili na wał Hadriana, który odnowili.
Wzdłuż wału Hadriana znajduje się szereg miejscowości i obiektów, sugestywnie nawiązujących do jego angielskiej nazwy (the Wall), np. Wallsend, Heddon-on-the-Wall, Thirlwall Castle.

## Cel budowy

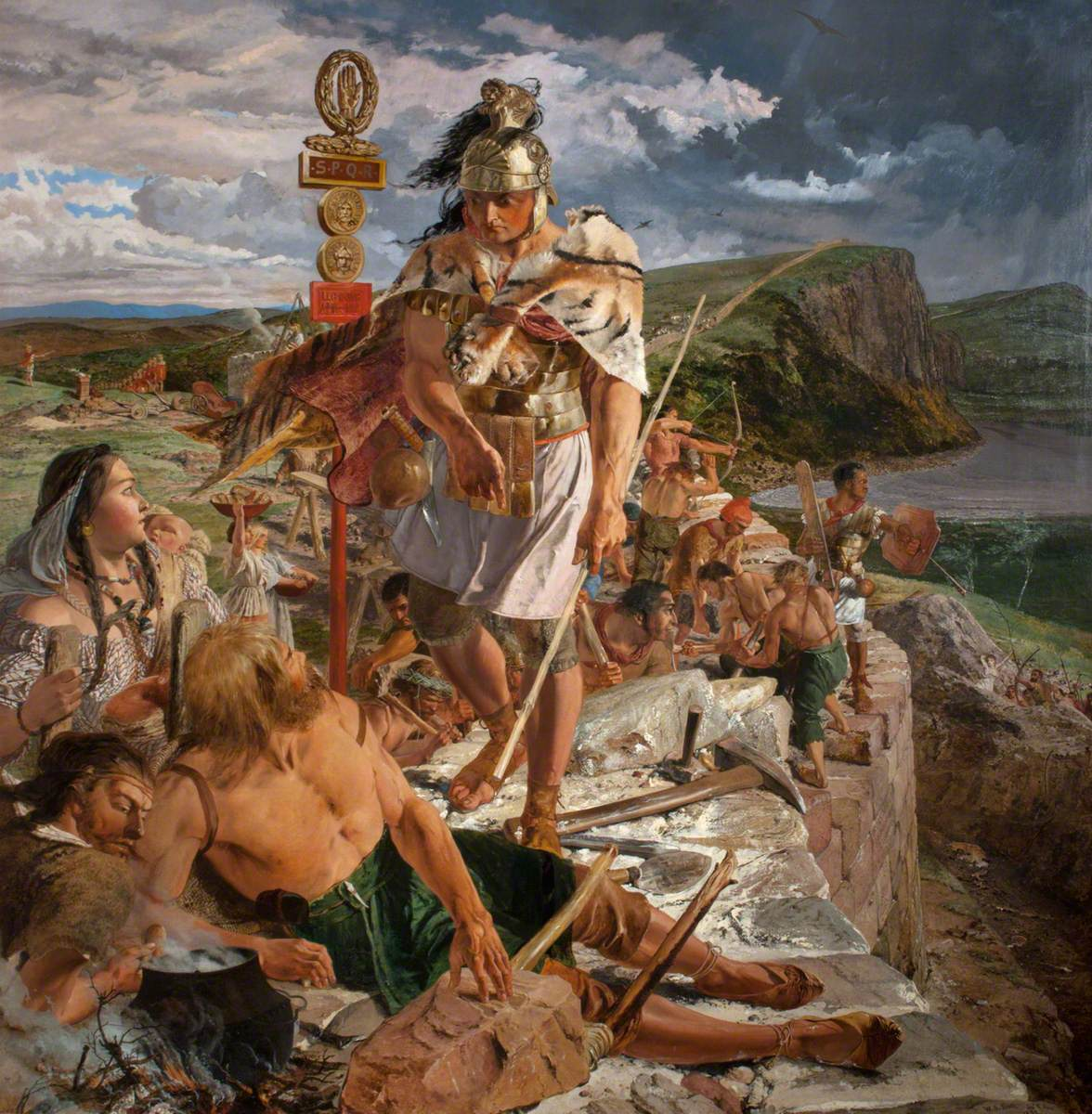
Przy budowie Wału Hadriana (mal. John Clayton, 1857)

Budowa Wału Hadriana była zapewne planowana jeszcze przed wizytą samego Hadriana w Brytanii, która miała miejsce w 122 roku. Według tekstu na piaskowcu znalezionego w Jarrow, który datuje się na 118 lub 119 rok, życzeniem Hadriana było, aby zachować „nienaruszalność imperium”, co było na niego narzucone przez „boskie instrukcje”. Kolejne fragmenty potwierdzają budowę Wału. Jest bardzo możliwe, że jednym z przystanków podczas jego podróży po Brytanii w 122 roku było północne pogranicze i sprawdzenie postępów w budowie Wału.
Mimo że w biografii Hadriana można przeczytać, że był on pierwszym, który zbudował Wał na 80 mil, aby oddzielić Rzymian od barbarzyńców to powody jego budowy są różne, a żadne źródło, które by podawało konkretną przyczynę nie przetrwało. Historycy jednak podali wiele teorii dotyczących celu budowy wału. Skupiają się one głównie na polityce Hadriana, która była bardziej defensywna niż ofensywna. Już w czasie wstępowania na tron w 117 roku Hadrian musiał radzić sobie z buntem w Brytanii oraz na innych podbitych ziemiach na przestrzeni całego imperium np. w Egipcie, Palestynie, Libii czy Mauretanii.
Problemy te mogły być początkiem planu budowy Wału przez Hadriana oraz umocnień na granicach w innych częściach imperium, lecz nie wiadomo w jakim stopniu. Uczeni sprzeczają się czy mieszkańcy północnej Brytanii rzeczywiście stanowili dla Imperium duże zagrożenie oraz czy obrona i fortyfikowanie północnej granicy Imperium miało jakiekolwiek znaczenie ekonomiczne. Istnieje też możliwość, że po prostu chciano ustalić stałą granice pomiędzy Imperium Rzymskim a Niziną Środkowoszkocką.
Rzymskie umocnienia nigdy nie miały na celu zatrzymania migracji plemion lub ataków armii, ale Wał postawiony na granicy na pewno pomógł w ograniczeniu napadów oraz wtargnięć innych mniejszych grup.
Inne możliwe wyjaśnienie w kwestii wzniesienia tak wielkiego Wału jest posiadanie kontroli nad migracją, przemytem oraz zbieraniem opłat celnych. Same forty nie wyznaczały ścisłej granicy Imperium Rzymskiego. Ludzie w fortach i poza nimi podróżowali codziennie przez ziemie Imperium załatwiając swoje codzienne sprawy, a więc stworzenie punktów celnych takich jak przy Wale Hadriana zapewniało dobre okazje do zbierania podatków i opłat celnych. Przy Wale wieże strażnicze i bramy znajdowały się w niedalekich od siebie odległościach, a więc patrole mogły łatwo pilnować przechodzących przez Wał Rzymian oraz rdzennych mieszkańców Brytanii, pobierając przy tym opłaty celne oraz walcząc z przemytem.
Inna teoria jest znacznie prostsza. Mówi ona, że Wał Hadriana był zbudowany jako odbicie władzy Imperium Rzymskiego i był używany przez Hadriana jako argument w jego polityce, pokazując jego władzę i wielkość. Uważa się, że po zbudowaniu Wału został on pokryty gipsem, a następnie wybielony, aby odbijał promienie słoneczne, a jego blask był widoczny z odległości wielu kilometrów.

## Wał Hadriana w popkulturze
- Wał Hadriana jest tłem opowiadań Centurion XXX Legionu i Skrzydlate Kołpaki Rudyarda Kiplinga o rzymskim legioniście Parnezjuszu, który walczył z Piktami. Opowiadania są częścią tomu Puk z Pukowej Górki[4].
- Hal Foster (1892–1982), amerykańsko-kanadyjski rysownik, użył Wału w swoim komiksie zatytułowanym Prince Valiant (pl. Książę Waleczny).
- Wał Hadriana pojawia się w powieściach brytyjskiej pisarki dla dzieci i młodzieży Rosemary Sutcliff. Szczególnie w powieści Dziewiąty Legion i opowiadaniach The Capricorn Bracelet.
- Amerykański autor George R.R. Martin przyznał, że Wał Hadriana był dla niego inspiracją do stworzenia Muru występującego w cyklu Pieśń lodu i ognia.
- Wał Hadriana wystąpił także w takich filmach jak Centurion, Dziewiąty legion i Król Artur.
- Na ścieżce dźwiękowej do filmu Król Artur, stworzonej przez Hansa Zimmera, znajduje się utwór „Kolejna Cegła w Wale Hadriana”. Jest to także nawiązanie do utworu Pink Floyd „Another Brick in the Wall”
- W filmie Robin Hood: Książę złodziei, Robin Hood po raz pierwszy spotyka Guya z Gisborne podczas spaceru z Azeemem na wale przypominającym Wał Hadriana.
- W filmie Czarna Żmija: Tam i z powrotem, współczesna Czarna Żmija i Baldrick przybywają na Wał Hadriana w V wieku w czasie wycofywania się z wojsk rzymskich z Brytanii. Rzymski przodek Czarnej Żmii otwarcie krytykuje próbę zatrzymania Szkotów poprzez „budowę wału wysokiego na 3 stopy”; Wał miał pomiędzy 13 a 15 stóp wysokości.
- Black Country Communion zadedykowało na swoim drugim albumie jedną piosenkę bitwie o Wał Hadriana.
- Utwór otwierający pierwszy solowy album Maxima Hell’s Kitchen nosi tytuł Wał Hadriana.
- W grze karcianej Android: Netrunner jedna z kart nazywa się Wał Hadriana.
- W piątym sezonie serialu Grimm organizacja walcząca ze zbuntowanymi Wesenami nosi nazwę Wał Hadriana.
- Częściowo zrujnowany Wał Hadriana znajduje się w świecie gry wideo Assassin's Creed Valhalla. Możliwe jest wejście nań i poruszanie się po nim[5].

## Rekord trasy
Rekord trasy został ustalony przez Polaka mieszkającego w Anglii Jakuba Snochowskiego. 16 kwietnia 2016 przebiegł on całą trasę Wału Hadriana w 16 godzin 25 minut 55 sekund, pobijając dotychczasowy rekord biegu bez pomocy o 2 godziny 59 minut ustalonego przez Amerykanina Danny Franza, oraz biegu z pomocą ustalonego przez Szkota Andrew Murraya o 33 minuty.